# Alfred Hage (affärsman)
Peter Anton Alfred Hage, född 31 december 1803 i Stege, död den 6 mars 1872 i Köpenhamn, var en dansk affärsman och politiker. Han var son till Christopher Friedenreich Hage, bror till Johannes Dam Hage och Edvard Filip Hother Hage samt far till Johannes Hage och Alfred Hage. 
Hage deltog under flera år i vården av faderns affärsrörelse i Stege och blev 1832 svensk-norsk vicekonsul. Som delägare i handelshuset Puggaard i Köpenhamn från 1842 förvärvade Hage en efter dåtida danska förhållanden utomordentligt stor förmögenhet.
Från 1852 till sin död var Hage nästan ständigt medlem av Folketinget och 1856–1866 därjämte ledamot av riksrådet. Till sina åsikter var han avgjort nationell och tämligen radikal samt en ivrig frihandelsvän.